# USS Lake Champlain (CV-39)
USS Lake Champlain (CV-39) – amerykański lotniskowiec typu Essex (podtyp długi kadłub). Jego nazwa pochodziła od drugiej bitwy na jeziorze Champlain.
Stępkę okrętu położono 15 marca 1943 w stoczni Norfolk Navy Yard w Portsmouth. Zwodowano go 2 listopada 1944, matką chrzestną była żona senatora Austina. Jednostka weszła do służby w US Navy 3 czerwca 1945. 
Został zmodernizowany w ramach programu SCB-27, ale nie przeszedł modernizacji SCB-125, na skutek czego był ostatnim lotniskowcem amerykańskim pozostającym w służbie bez skośnego pokładu lotniczego.
Nie brał udziału w II wojnie światowej, natomiast uczestniczył w operacji Magic Carpet. Walczył w wojnie koreańskiej. Brał udział w projektach Gemini i Mercury oraz w blokadzie Kuby podczas kryzysu kubańskiego.
2 maja 1966 został wycofany ze służby, a w 1972 sprzedany na złom.